# Ghiacciaio Sanctuary
Il Ghiacciaio Sanctuary è un ghiacciaio antartico pressoché completamente circondato dalle Gothic Mountains, catena montuosa che fa parte dei Monti della Regina Maud, in Antartide. Fluisce verso ovest tra l'Outlook Peak e gli Organ Pipe Peaks andando a confluire nel Ghiacciaio Scott.
Fu mappato dalla United States Geological Survey (USGS) in base a ispezioni via terra e a fotografie aeree prese dalla U.S. Navy nel 1960-64.
La denominazione descrittiva fu proposta da Edmund Stump, componente del gruppo geologico dell'Arizona State University facente parte dell'United States Antarctic Research Program (USARP), che aveva stabilito un campo base su questo ghiacciaio nel gennaio 1981.